# 잉카새도둑주머니쥐
잉카새도둑주머니쥐(Lestoros inca)는 새도둑주머니쥐과에 속하는 새도둑주머니쥐의 일종이다. 잉카새도둑주머니쥐속(Lestoros)의 유일한 종이다. 페루의 토착종이다.